# Pacúrio, o Ibério
Pacúrio (em latim: Pacurius; em grego: Πακούριος; romaniz.: Pakoúrios; em georgiano: ბაკურ; romaniz.: Bakur) foi um príncipe da família real ibérica e um comandante militar a serviço do Império Bizantino na península Itálica, durante o reinado do imperador Justiniano I (r. 527–565).

## Nome
Pácoro (Pacorus; Πάκορος, Πακώρος, Παχορος, Pákoros, Pakṓros, Pachoros), Pacores (Πακορης, Pakorēs), Pácuro (Πάκουρος, Pákouros), Pacúrio (Pacurius; Πακούριος, Pakoúrios) ou Bacúrio (Bacurius; Βακούριος, Bakoúrios) são as formas latina e grega do iraniano médio Pacur (Pakur), derivado do iraniano antigo Baguepur (bag-puhr), "filho de um deus". Foi registrado em armênio (Բակուր) e georgiano (ბაკური) como Bacur (Bakur), em siríaco como Pacor (ܦܩܘܪ, Paqor), em gandari como Pacura (𐨤𐨐𐨂𐨪) e em aramaico como Pacur (𐡐𐡊𐡅𐡓𐡉, pkwry).

## Vida

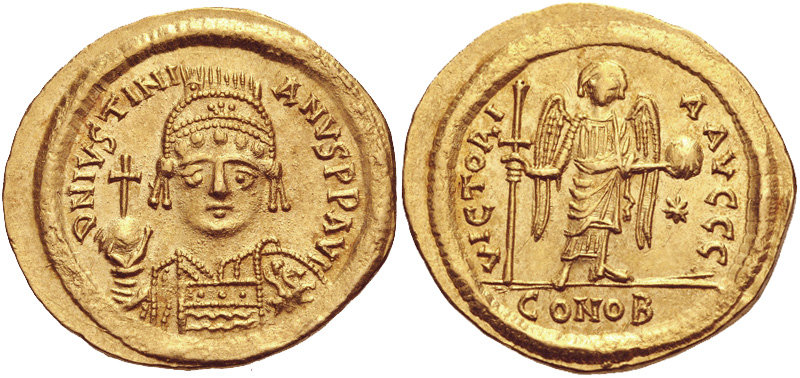
Soldo de r.

Pacúrio era o filho de Perânio, também um general sob o imperador Justiniano (r. 527–565). Durante a Guerra Gótica (535–554), foi enviado em 547, junto com Sérgio, para reforçar Belisário na Calábria. Possivelmente continuou ativo na Itália pelos próximos anos. Em 552, comandou as tropas bizantinas em Hidrunto e negociou a rendição de Tarento e Aquerôntia com seus comandantes góticos Ragnaris e Moras. Partiu para Constantinopla para conseguir a aprovação imperial. Ao retornar no outono de 552, com a ascensão de Teia (r. 552–553), Ragnaris recusou-se a se render e tomou cinquenta soldados romanos como reféns. Pacúrio marchou contra ele e conquistou uma vitória decisiva.